# Xã Exeter, Quận Luzerne, Pennsylvania
Xã Exeter (tiếng Anh: Exeter Township) là một xã thuộc quận Luzerne, tiểu bang Pennsylvania, Hoa Kỳ. Năm 2010, dân số của xã này là 2.378 người.